# Erichorema basale
Erichorema basale is een schietmot uit de familie Hydrobiosidae. De soort komt voor in het Australaziatisch gebied.